# Rosa 'Luis de Briñas'
'Luis Brinas' (el nombre de la obtención registrada 'Luis Brinas'), es un cultivar de rosa que fue conseguido en España en 1934 por el rosalista catalán P. Dot.

## Descripción
'Luis Brinas' es una rosa moderna cultivar del grupo Híbrido de té.
El cultivar procede del cruce de 'Madame Butterfly' x 'Federico Casas'.
Las formas arbustivas del cultivar tienen porte erguido y alcanza 90 cm de alto. Las hojas son de color verde oscuo y brillante.
Sus delicadas flores de color naranja a rosa. Fragancia moderada. Forma doble (17-25 pétalos), floración en forma de copa. Flores grandes y capullos largos y puntiagudos. Primavera o verano son las épocas de máxima floración, si se le hacen podas más tarde tiene después floraciones dispersas.

## Origen
El cultivar fue desarrollado en España por el prolífico rosalista catalán P. Dot en 1934.
'Luis Brinas' es una rosa híbrida diploide con ascendentes parentales de Semillas: 'Madame Butterfly' x 'Federico Casas'.
La obtención fue registrada bajo el nombre cultivar de 'Luis Brinas' por P. Dot en 1930 y se le dio el nombre comercial de 'Luis Brinas'.
También es conocido por sus sinónimos 'Luis de Briñas', 'Luis Briñas' y 'Luis de Brinas'.

## Premios y galardones
- Bagatelle Médaille d'Or 1932.
- Saverne Gold Medal 1933.
- Portland Gold Medal 1934.[6]

## Cultivo
Aunque las plantas están generalmente libres de enfermedades, es posible que sufran de punto negro en climas más húmedos o en situaciones donde la circulación de aire es limitada.
Las plantas toleran la sombra, a pesar de que se desarrollan mejor a pleno sol. En América del Norte son capaces de ser cultivadas en USDA Hardiness Zones 6b a más cálida.
Fue patentada en Estados Unidos con la patente "United States - Patent No: PP 102  on  18 Sep 1934".